# Ripples
| Оценки критиков  | Оценки критиков |
| Источник         | Оценка |
| ---------------- | --- |
| The Guardian     | 4,0 из 5 звёзд · 4,0 из 5 звёзд · 4,0 из 5 звёзд · 4,0 из 5 звёзд · 4,0 из 5 звёзд                                                                            |
| Uncut            | 6 из 10 звёзд · 6 из 10 звёзд · 6 из 10 звёзд · 6 из 10 звёзд · 6 из 10 звёзд · 6 из 10 звёзд · 6 из 10 звёзд · 6 из 10 звёзд · 6 из 10 звёзд · 6 из 10 звёзд |
| NME              | 2,0 из 5 звёзд · 2,0 из 5 звёзд · 2,0 из 5 звёзд · 2,0 из 5 звёзд · 2,0 из 5 звёзд                                                                            |
| Drowned in Sound | 4 из 10 звёзд · 4 из 10 звёзд · 4 из 10 звёзд · 4 из 10 звёзд · 4 из 10 звёзд · 4 из 10 звёзд · 4 из 10 звёзд · 4 из 10 звёзд · 4 из 10 звёзд · 4 из 10 звёзд |

Ripples — седьмой студийный альбом британского рок-певца Иана Брауна, вышедший 1 февраля 2019 года на лейбле Polydor (вместо ранее объявленной даты 1 марта). Это первый студийный диск певца за прошедшие 10 лет. Браун больше всего известен как фронтмен группы The Stone Roses.

## Об альбоме
Первоначально выход диска планировался на 1 марта, но в итоге он был издан 1 февраля 2019 года на лейбле Polydor.
Альбом получил положительные и умеренные отзывы музыкальных критиков и интернет-изданий: The Guardian (4/5), Uncut (6/10), Mojo, The Observer (3/5), NME (2/5), Drowned in Sound (4/10).

## Список композиций
Слова и музыка всех песен — Ian Brown, кроме обозначенных.
| №                   | Название                                                                     | Длительность |
| ------------------- | ---------------------------------------------------------------------------- | ------------ |
| 1.                  | «First World Problems»                                                       | 5:57         |
| 2.                  | «Black Roses» (Barrington Levy cover) (Barrington Levy)                      | 2:38         |
| 3.                  | «Breathe and Breath Easy (The Everness of Now)»                              | 3:27         |
| 4.                  | «The Dream and the Dreamer»                                                  | 5:37         |
| 5.                  | «From Chaos to Harmony»                                                      | 4:01         |
| 6.                  | «It's Raining Diamonds»                                                      | 3:10         |
| 7.                  | «Ripples»                                                                    | 3:43         |
| 8.                  | «Blue Sky Day»                                                               | 5:10         |
| 9.                  | «Soul Satisfaction»                                                          | 4:08         |
| 10.                 | «Break Down the Walls (Warm-Up Jams)» (Mikey Dread cover) (Michael Campbell) | 4:52         |
| Общая длительность: | Общая длительность:                                                          | 42:43        |

## Позиции в чартах
| Чарт (2019) | Высшая позиция |
| ----------- | -------------- |